# Tepalcates (métro de Mexico)
Tepalcates est une station de la Ligne A du métro de Mexico, dans la délégation Iztapalapa.

## Situation sur le réseau

Plan du métro.

Établie en surface, la station Tepalcates de la ligne A du métro de Mexico, est située entre la station Canal de San Juan, en direction du terminus nord-ouest Pantitlán, et la station Guelatao, en direction du terminus sud-est La Paz.

## Histoire
La station ouverte en 1991, tire son nom de la Colonia Tepalcates environnante. Le mot nahuatl Tepalcatl signifie "vase en poterie". L'icône représente un vase préhispanique typique de Puebla et Tlaxcala.